# Klaus Theiss

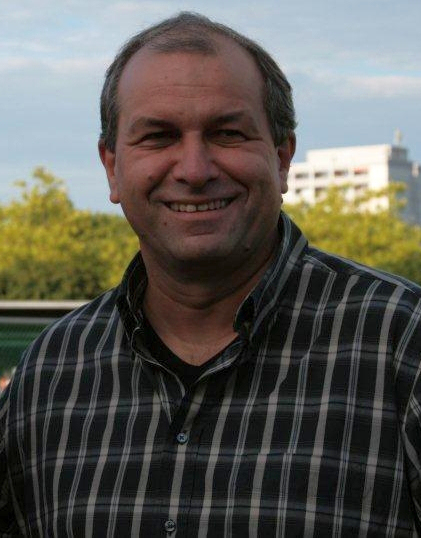
Klaus Theiss (2010)

Klaus Theiss (* 9. Juli 1963 in Nagold) ist ein ehemaliger deutscher Fußballspieler, der von 1981 bis 1990 in der Fußball-Bundesliga 146 Spiele bestritten und dabei 14 Tore erzielt hat.

## Laufbahn

### Jugend, bis 1981
Von seinem Stammverein VfL Nagold kam Klaus Theiss 1978 in die ambitionierte Jugendabteilung des TuS Ergenzingen (bei Tübingen). Er lernte dort neben der sportlichen Förderung durch Trainer Walter Baur die Vorzüge einer freundschaftlich-kameradschaftlichen und dennoch attraktiv-erfolgreichen Jugendarbeit mit weiten Reisen kennen, die 1980 sogar für drei Wochen bis nach Brasilien führte. Ein Wechsel in die Jugendabteilung eines Bundesligaklubs stand für Theiss durch die engen freundschaftlichen Verbindungen nicht zur Debatte. In der Verbandsstaffel Süd wurde die A-Jugend 1981 Meister und hinter dem VfB Stuttgart in der Endrunde württembergischer Vizemeister. In diesem Jahr gewann die TuS-A-Jugend auch erstmals das seit 1972 ausgetragene internationale Pfingstturnier, durch einen Finalsieg gegen den MSV Duisburg. Herausragender Spieler beim Turniersieger war Klaus Theiss. 
Über die Württemberg-Auswahl spielte sich der offensivstarke Libero in das Blickfeld von DFB-Trainer Dietrich Weise. Seine zwei ersten internationalen Einsätze in der Jugendnationalmannschaft hatte er im Januar 1980 bei Spielen gegen die USA in Redland und Orlando. Im September 1980 nahm er mit der DFB-Mannschaft an einem Turnier im istrischen Pula teil, wobei er viermal zum Einsatz kam. Im November 1980 war die DFB-Jugend beim Prinz-Albert-Pokal in Monaco zu Gast, und Theiss absolvierte weitere vier Länderspiele. Im Januar 1981 war Theiss mit der DFB-Elf beim Granatkin-Gedächtnisturnier in Moskau aktiv und war an den drei Erfolgen gegen Spanien, Sowjetunion und Bulgarien beteiligt. Sportlich herausragend war das Europameisterturnier im Mai/Juni 1981 in Deutschland. Als Libero und sicherer Elfmeterschütze führte Klaus Theiss die DFB-Jugend mit Erfolgen gegen Wales, Belgien, Griechenland und im Halbfinale gegen Frankreich in das Finale am 3. Juni in Düsseldorf gegen Polen. Mit einem 1:0-Erfolg holten sich die Talente Rüdiger Vollborn, Ulf Quaisser, Anton Schmidkunz, Ralf Falkenmayer, Thomas Brunner, Ralf Loose, Holger Anthes, Thomas Herbst, Roland Wohlfarth und Klaus Theiss – für ihn war es das 20. Jugendländerspiel – den Europameistertitel. 
Während des EM-Turniers und danach erhielt Klaus Theiss Vertragsangebote vom VfB Stuttgart, von den Stuttgarter Kickers, von Eintracht Frankfurt, von MSV Duisburg und vom Karlsruher SC. Theiss entschied sich für die Offerte von KSC-Geschäftsführer Manfred Amerell, da sich Theiss im Badischen die besten Aussichten auf baldige Spieleinsätze in der Bundesliga ausrechnete. Wegen eines Spiels zur Einweihung des neuen Rasenplatzes kehrte Theiss 1982 dann mit dem KSC nochmals nach Ergenzingen zurück.

### Karlsruhe und Frankfurt, 1981 bis 1987
Im Bundesliga-Heimspiel des Karlsruher SC am 26. August 1981 gegen Arminia Bielefeld zog sich Libero Reinhold Fanz in der ersten Halbzeit eine Knieverletzung zu und Trainer Manfred Krafft brachte zur zweiten Spielhälfte den 18-jährigen Neuzugang aus Ergenzingen, Klaus Theiss, zu seinem Bundesligadebüt. Mit dem jungen Abwehrchef wurde die 2:1-Halbzeitführung verteidigt und der KSC holte sich zwei Punkte. Bis zum 34. Spieltag – am 29. Mai 1982 beim Hamburger SV – stand Theiss in allen folgenden 30 Ligaspielen für die Badener auf dem Feld. Auch als Trainer Krafft – nach dem 14. Spieltag mit 11:17 Punkten auf dem zwölften Platz rangierend – überraschend ab dem 27. November 1981 durch Max Merkel abgelöst wurde, konnte das Talent die Ansprüche des „Erfolgstrainers“ erfüllen. Zwar ging das erste Spiel mit dem „Zampano“ mit 1:4 Toren am 28. November gegen den 1. FC Köln nach Toren von Rainer Bonhof, Klaus Fischer, Tony Woodcock und Pierre Littbarski verloren, aber Karlsruhe konnte mit dem 14. Tabellenplatz am Rundenende die Klasse erhalten. Dabei hatte Theiss in seinem ersten Jahr Bundesliga 31 Spiele absolviert und gehörte zusammen mit Rudolf Wimmer, Stephan Groß, Edmund Becker, Gerhard Bold, Martin Wiesner, Emanuel Günther und Wolfgang Schüler zu den Leistungsträgern des KSC-Spiels. Herausragend war der 4:1-Erfolg am 13. Februar 1981 im heimischen Wildparkstadion gegen den FC Bayern München als der junge Libero die Angriffsbemühungen der Bayern-Stars Paul Breitner, Dieter Hoeneß und Karl-Heinz Rummenigge in Schach halten konnte. Durch seine Wichtigkeit für die Stammbesetzung erhielt Theiss vom KSC keine Freigabe für die U19-Weltmeisterschaftsturnier im Oktober 1981 in Australien, wo seinen Kollegen – unter ihnen beispielsweise Rüdiger Vollborn, Michael Zorc und Roland Wohlfarth – der Titelgewinn durch einen 4:0-Erfolg am 18. Oktober in Sydney gegen Katar gelang. 
Merkel verlängerte seinen Vertrag in Karlsruhe nicht und es kam mit Horst Franz ein neuer Trainer zur Runde 1982/83 nach Baden. Bei Theiss traten die ersten Verletzungspausen auf – er stand nur 24 Spiele dem KSC zur Verfügung – und der KSC konnte auch nicht durch den Trainerwechsel zum 1. Februar 1983, der bisherige Assistent Lothar Strehlau ersetzte den entlassenen Franz, den Abstieg verhindern. Theiss blieb in Karlsruhe und gewann mit Trainer Werner Olk in der Runde 1983/84 die Meisterschaft in der 2. Fußball-Bundesliga und konnte somit den sofortigen Wiederaufstieg feiern. In 38 Spielen hatte er fünf Tore erzielt. Durch eine Negativserie vom 13. bis zum 18. Spieltag mit 0:12 Punkten und 4:29 Toren rutschte der KSC als Aufsteiger in der Runde 1984/85 in der Tabelle dramatisch ab. Lothar Buchmann ersetzte ab dem 25. März 1985 den bisherigen Trainer Olk, dennoch stieg Karlsruhe als Siebzehnter ab. Theiss hatte in seiner vierten Saison beim KSC 32 Spiele bestritten und dabei drei Tore erzielt. Nach insgesamt 125 Ligaeinsätzen mit acht Toren für den KSC nahm er zur Runde 1985/86 das Angebot von Eintracht Frankfurt an und wechselte an den Main.
Unter der Trainingsleitung von Dietrich Weise wurde Theiss in seinem ersten Jahr in Frankfurt in 28 Spielen eingesetzt und holte sich mit sieben Treffern die „Torschützenkrone“ der Eintracht. Die Adlerträger erzielten lediglich 35 Tore in dieser Runde und konnten dadurch nur den 15. Rang belegen. Die persönliche gute Leistung von Theiss dokumentiert sich durch zwei Berufungen in die U21-Nationalmannschaft im Oktober 1985 und April 1986. Am 15. Oktober 1985 dirigierte er als Libero in Karlsruhe im EM-Qualifikationsspiel gegen Portugal die Verteidiger Stefan Reuter, Jürgen Kohler und Michael Frontzeck beim 2:0-Sieg. Am 8. April 1986 war er zusammen mit Torhüter Bodo Illgner der Abwehrrückhalt beim 2:1-Erfolg in Kehl gegen die Schweiz. Das zweite Eintracht-Jahr, 1986/87, stand unter den negativen Zeichen der Entlassung von Trainer Dietrich Weise zum 3. Dezember 1986 und eines Bänderrisses am 20. September 1986 beim Heimspiel gegen Werder Bremen, wo Theiss in der 32. Minute dadurch ausgewechselt wurde. Erst am 18. Spieltag, den 21. Februar 1987, konnte Theiss wieder in das Spielgeschehen aktiv eingreifen. Zwischenzeitlich war Manfred Binz auf der Liberoposition nachgerückt und Theiss musste sich am Rundenende mit 14 Einsätzen mit zwei Toren begnügen. Theiss konnte sich mit Eintracht Frankfurt nicht über eine Vertragsverlängerung einigen und lag zu Beginn der Saison 1987/88 auf Eis. Ein Blitztransfer zum FC Schalke 04, vom Verein bereits als perfekt vermeldet, scheiterte an der Finanzierung. Im Spätherbst 1987 (November) wurde er dann Teil des Transfers von Uli Stein zur Eintracht – er wurde im Gegenzug an den Hamburger SV ausgeliehen. Dies geschah noch unter Trainer Josip Skoblar, da der Jugoslawe aber ab dem 11. November 1987 durch Willi Reimann abgelöst wurde und der nicht mit Theiss plante, kam er in der Runde 1987/88 zu keinem weiteren Bundesligaeinsatz. Um wieder Spielpraxis zu erlangen, nahm er deshalb zur Runde 1988/89 das Angebot von Viktoria Aschaffenburg aus der 2. Fußball-Bundesliga an.

### Aschaffenburg, Homburg und Berlin, 1988 bis 1995
Im Stadion am Schönbusch konnte der Ex-Jugendnationalspieler dann wieder eine Runde voll durchspielen und absolvierte für die Mannschaft von Trainer Kurt Geinzer (bis April 1989 im Amt) 36 der ausgetragenen 38 Rundenspiele. Durch die Auswärtsschwäche – 7:31 Punkte – konnte auch die gute Heimbilanz von 27:11 Punkten nicht den Klassenerhalt bewerkstelligen. Am Schlusstag, den 18. Juni 1989, verlor Aschaffenburg mit 1:2 Toren bei der SG Wattenscheid 09 und die SpVgg Bayreuth gewann ihr Heimspiel gegen Darmstadt 98 mit 4:1 und erreichte damit den Punktgleichstand mit der Viktoria, hatte aber das bessere Torverhältnis und blieb damit in der 2. Bundesliga. Klaus Theiss und seine Mannschaftskameraden Rudi Bommer, Hans-Peter Knecht, Peter Löhr und Claus Reitmaier stiegen dagegen in das Amateurlager ab. 
Beim Vizemeister der 2. Liga und Aufsteiger in die Fußball-Bundesliga, FC 08 Homburg, bekam Klaus Theiss zur Runde 1989/90 nochmals Gelegenheit sein Können im Fußball-Oberhaus unter Beweis zu stellen. Aber seine Verletzungsanfälligkeit hauptsächlich im Sprunggelenk, ließen nur 17 Einsätze für die Mannschaft des 1. Vorsitzenden Udo Geitlinger zu. Mit den Homburgern startete er mit einer 0:3-Auswärtsniederlage am 28. Juli 1989 in die Runde und bestritt am 33. Spieltag, beim 1:0-Heimsieg gegen den VfL Bochum, sein 17. Spiel der Runde. Als Schlusslicht traten die Saarländer nach 34 Spieltagen den Weg in die 2. Liga an. Wolfgang Fahrian, der Berater von Theiss, vermittelte im Winter 1990/91 seinen Transfer zum Club von Jack White nach Berlin, zu Tennis Borussia Berlin. Mit den „Veilchen“ stieg Theiss 1993 in die 2. Fußball-Bundesliga auf, konnte aber verletzungsbedingt – Theiss hatte insgesamt sieben Operationen in seiner Karriere zu verkraften sowie die jeweils nachfolgenden Pausen von drei bis sechs Monaten – 1993/94 nur drei Spiele bestreiten und beendete als Sportinvalide im Jahr 1995 seine Laufbahn.

## Nach dem Fußball
Theiss, der nach der Mittleren Reife die Schule beendet hatte, durchlief nach dem Ende seiner Fußballkarriere eine Ausbildung zum Reiseverkehrskaufmann und führt heute (2025) in Erlensee bei Hanau ein Reisebüro.